# Every Man for Himself (film fra 1924)
Every Man for Himself er en amerikansk stumfilm fra 1924 af Robert F. McGowan.

## Medvirkende
- Joe Cobb som Joe
- Jackie Condon som Jackie
- Allen Hoskins som Farina
- Andy Samuel som Andy
- Mickey Daniels som Mickey
- Mary Kornman som Mary
- Sonny Loy som Joy